# Secure Signature Creation Device
Secure Signature Creation Device (SSCD) (Dispositif sécurisé de création de signature) est un appareil permettant d'appliquer la directive de l'Union européenne 1999/99/CE sur le droit de la preuve en consacrant la signature électronique et l'acte authentique électronique.